# Чернавський Юрій Олександрович
Юрій Олександрович Чернавський (нар. 17 березня 1947, Тамбов) — радянський і російський композитор, аранжувальник, продюсер, музикант. Заслужений артист РРФСР (1986). Автор пісень та інструментальних творів. Грає на саксофоні, скрипці, клавішних інструментах, флейті і східних екзотичних інструментах.

## Біографічні відомості
Виступав в естрадних, джазових, поп- і рок-колективах СРСР. Співпрацював з відомими радянськими, російськими та зарубіжними виконавцями, продюсував великі музичні фестивалі і проекти. Написав музику до ряду кінофільмів і мультфільмів. Лауреат музичних і телевізійних конкурсів. З 1994 року працює і живе в Лос-Анджелесі (США). Член авторських організацій GEMA, BMI, РАО.
13 березня 2014 року разом з рядом інших діячів культури висловив незгоду щодо політики російської влади в Криму .

## Творчість
Автор і виконавець. Серед понад 200 популярних пісень:
- «Зурбаган» (слова Л. Дербеньова; виконавець В. Пресняков)
- «Різнобарвний місто» (слова А. Маркевича; виконавець В. Пресняков)
- «Острови» (слова Л. Дербеньова; виконавець В. Пресняков)
- «Малиновий сироп» (слова Ю. Чернавського; виконавець В. Пресняков)
- «Біла панама» (слова Л. Дербеньова, пісня спочатку була записана для фільму «Сезон див», але до фільму не увійшла; виконавець А. Пугачова)
- «Білі двері» (слова Л. Дербеньова, до фільму «Сезон див»; виконавець А. Пугачова)
- «Відображення у воді» (слова Л. Дербеньова, до фільму «Сезон див»; виконавець А. Пугачова)
- «Робінзон» (слова Л. Дербеньова, до фільму «Сезон див»; виконавець А. Пугачова)
- «Сирена» (слова Л. Дербеньова, до фільму «Вище Радуги»; виконавець А. Пугачова)
- «Кіт у мішку» (слова Л. Дербеньова, до фільму «Вище Радуги»; виконавець В. Пресняков)
- «Тільки раз» (слова Л. Дербеньова, до фільму «Вище Радуги»; виконавець М. Боярський)
- «Якщо бачиш світ в сяйві блакитному» (слова Л. Дербеньова, до фільму «Вище Радуги»; виконавці В. Врадій, М. Боярський)
- «Я не можу без тебе» (слова Ю. Чернавського; виконавці А. Пугачова, Ю. Чернавський)
- «Superman» (слова І. Форсман [en]; виконавець А. Пугачова) (англ.)
- «Through the Eyes of a Child» (слова І. Форсман; виконавець А. Пугачова) (англ.)
- «Я одного чекаю» (вірші А. Вознесенського, до фільму-концерту «вітражних справ майстер», 1985; виконавець М. Боярський)
- «Новий рік» (вірші А. Вознесенського, 1985; виконавець М. Боярський)
- «Плюшевий кошеня» (вірші А. Маркевича і Ю. Чернавського, 1985; виконавець М. Боярський)
- «Кожен день» (вірші Ю. Чернавського, до фільму «Новорічний романс»; виконавець П. Сміян)
- «Танго» (слова А. Маркевича; виконавець В. Леонтьєв)
- «Маргарита» (слова А. Маркевича; виконавці С. Мінаєв та В. Леонтьєв)
- «Місячне кіно» (слова А. Маркевича; виконавець М. Боярський)
- «Дорога до дому» (слова Г. Кантора; виконавець М. Боярський)
- «Якщо ти пам'ятаєш» (слова А. Маркевича; виконавці М. Боярський та В. Савельєва)
- «По дорозі до Голлівуду» (слова А. Маркевича; виконавець В. Леонтьєв)
- «Людина дощу» (слова А. Маркевича; виконавець В. Леонтьєв)
- «Санта Барбара» (слова А. Маркевича; виконавець В. Леонтьєв)
- «Какаду» (слова Ю. Чернавського; виконавець С. Крилов)
- «Здрастуй, хлопчик Бананан!» (Слова Ю. Чернавського, С. Рижова і В. Матецького; виконавець група «Веселі хлопці» і Ю. Чернавський)
- «Робот» (слова Ю. Чернавського і В. Матецького; виконавець група «Веселі хлопці» і Ю. Чернавський)
- «Бананові острова» (слова Ю. Чернавського; виконавець група «Веселі хлопці» і Ю.Чернавскій)
- «Зебра» (слова Ю. Чернавського і В. Матецького; виконавець група «Веселі хлопці» і Ю. Чернавський)
- «Я йду до тебе» (слова Ю. Чернавського; виконавець група «Веселі хлопці» і Ю. Чернавський)
- «Принцеса дискотек» (слова А. Маркевича; виконавець С. Мінаєв)
- «Снігова королева» (слова А. Томина; виконавець М. Лянік)
- «Кафе танцюючих вогнів» (слова А. Маркевича, Ю. Чернавського; виконавець А. Пугачова)
- «Автоматичний Комплект» (слова / муз. / Виконавець Ю. Чернавський)
- «Доктор Альберт Карлович» (слова / муз. / Виконавець Ю. Чернавський)
- «Я сам!» (Слова / муз. / Виконавець Ю. Чернавський)

## Фільмографія
- «Блакитний м'яч» (1984, мультфільм)
- «Як пересунути шафу» (1985, мультфільм)
- «Поради професора Чайникова» (1985, мультфільм)
- «Вище Радуги» (1985, Одеська кіностудія)
- «Крила, ноги і хвости» (1985, мультфільм)
- «Зайця не бачили?» (1985, мультфільм)
- «Сезон див» (1985, Одеська кіностудія)
- «Привід» (1986, Одеська кіностудія)
- «Слідство ведуть Колобки» (1987, мультфільм)
- «Новорічний романс» (2003)
- «Маша» (2004)
- «Та, що біжить по хвилях» (2006)
- та інші...